# 台湾旋齿藓
台湾旋齿藓（学名：Helicodontium formosicum）为碎米藓科旋齿藓属下的一个种。